# シラヒゲカンムリアマツバメ
シラヒゲカンムリアマツバメ（学名：Hemiprocne mystacea）は、アマツバメ目カンムリアマツバメ科に分類される鳥類の一種。

## 分布
インドネシア、パプアニューギニア、ソロモン諸島

## 生態
亜熱帯・熱帯地方の低地にある湿潤な森林やマングローブ林または低山帯に棲息する。